# Composición áurea
https://commons.wikimedia.org/wiki/File:Escalera_%C3%A1urea.jpgArchivo:Commons-emblem-question+book+orange.svgEste+artículo+o+sección+necesita+referencias+que+aparezcan+en+una+publicación+acreditada.+Busca+fuentes:+«Composición+áurea»+–+noticias ·+libros ·+académico ·+imágenesEste+aviso+fue+puesto+el+24+de+septiembre+de+2012.
La proporción áurea es la fórmula que egipcios, griegos, romanos y demás civilizaciones avanzadas han venido utilizando como inspiración para las artes o la arquitectura, por ser la que rige ciertos patrones de la naturaleza. En resumen, se trata de un patrón basado en un rectángulo, el cual, circunscrito en sí mismo se repite con unas proporciones determinadas hasta el infinito. A su vez, uniendo los vértices opuestos del cuadrado resultante con el arco de 1/4 de círculo, el resultado es una espiral. Este patrón, por increíble que parezca, rige el modo en que se proporciona prácticamente cualquier estructura existente en este universo, desde la cadena de ADN hasta una galaxia entera. La secuencia de Fibonacci y el canon de Vitrubio o Leonardo de Vinci vienen de aquí.